# Michael Beutler
Michael Beutler (* 1976 in Oldenburg) ist ein deutscher Bildhauer und Installationskünstler.

## Leben und Werk
Beutler studierte von 1997 bis 2003 an der Städelschule in Frankfurt am Main bei Thomas Bayrle und von 2000 bis 2001 an der Glasgow School of Art (Master of Fine Arts Department).
Seine Arbeiten bewegen sich in den Feldern von Skulptur, Rauminstallation und Architektur. Beutler „beschäftigt sich mit architektonischen Strukturen, mit Räumen und den Möglichkeiten diese umzuwandeln. Er verwendet dabei einfache, mechanische, für jeden nachvollziehbare Methoden.“ In vielen seiner Arbeiten geht es um „logische, ökonomische Vorgänge.“ Er kreiert „singuläre Vorschläge, Modelle, Prototypen, die nicht in Serie gehen werden, weil sie im Grunde auf einer anderen Struktur basieren.“
| Installation „Portikus Castle“ (externer Weblink) - Michael Beutler im Portikus, 2007 |
| ------------------------------------------------------------------------------------- |

Das Museum für Moderne Kunst (MMK) in Frankfurt am Main besitzt Beutlers Skulptur outdoor-yellow aus dem Jahre 2004, die zuletzt auf der Gemeinschaftsausstellung des Museums MMK 1991–2011. 20 Jahre Gegenwart gezeigt wurde.
Für den Portikus in Frankfurt am Main baute Beutler im September 2007 eine begehbare Installation aus gebogenen Estrichgittern, die – mit transparentem Blumenpapier in 15 verschiedenen Farben – beklebt und übereinander zu Säulen gestapelt wurden. Risse und Löcher im farbigen Papier und das so durchscheinende Sonnenlicht ließen den „Bau im Bau“ wie eine Kathedrale leuchten.
Beutlers Installation einer 16 Meter hohen Pagode aus Aluminium im Lufthansa Aviation Center wurde 2008 mit dem „mfi-Preis Kunst am Bau“ ausgezeichnet. Die Pagode besteht aus neun verschiedenen, übereinander geschichteten Hütten – metallisch glänzend verweisen sie auf verschiedene Kulturen und thematisieren Fernweh und Reiselust.
Im Frankfurter Atelierhaus basis zeigte Beutler im Jahre 2010 zusammen mit fünf weiteren ehemaligen Schülern der Städelschule seine Installation Carpet. Der aus Altmaterialien gewebte Teppich schlängelt sich durch mehrere Räume und Türen. Die Webmaschine, die den Teppich produziert, stand im Februar/März 2010 in einer anderen Ausstellung des Künstlers in Mailand.
Beutler lebt und arbeitet in Berlin.

## Ausstellungen (Auswahl)
- 2001: New Heimat. Frankfurter Kunstverein
- 2002: Michael Beutler. Wiener Secession
- 2003: Total motiviert – ein soziokulturelles Manöver. Kunstverein München
- 2004: Michael Beutler. Frankfurter Kunstverein
- 2005: Michael Beutler. Sprengel Museum Hannover
- 2006: Housewarming. Swiss Institute, New York
- 2007: Michael Beutler. Portikus, Frankfurt
- 2008: Michael Beutler. Bonniers Konsthall, Stockholm
- 2009: Fortino 1 Project – Michael Beutler. Fondazione Brodbeck, Catania
- 2010: Michael Beutler. Galerie Bärbel Grässlin, Frankfurt
- 2011: Singapore Biennale 2011. Singapore Biennale
- 2012: Das Atelier. Orte der Produktion. Kunstmuseum Luzern
- 2013: Michael Beutler. Galerie Nagel Draxler, Berlin
- 2014: Michael Beutler. Haus Beutler. Umfangreiche Überblicksausstellung, Bielefelder Kunstverein[5]
- 2015: Michael Beutler. Moby Dick. Hamburger Bahnhof – Museum für Gegenwart, Berlin[6]
- 2017: Michael Beutler "Guest at JoyCom´s", Galerie Nagel Draxler, Berlin
- 2022: Michael Beutler. Stardust, Wilhelm-Hack-Museum & Rudolf-Scharpf-Galerie, Ludwigshafen

## Stipendien und Preise
- 2004: Niedersächsischer Kunstpreis
- 2006: Kunstfonds Arbeitsstipendium, Bonn
- 2008: mfi-Preis Kunst am Bau
- 2013: Stipendium Atelier Calder, Saché